# Lycaenesthes aruana
Lycaenesthes aruana is een vlinder uit de familie van de Lycaenidae. De wetenschappelijke naam van de soort is voor het eerst geldig gepubliceerd in 1899 door Butler.